# Mistrzostwa Świata w Wioślarstwie 2013 – czwórka podwójna mężczyzn
Czwórka podwójna mężczyzn (M4x) – konkurencja rozgrywana podczas 43. Mistrzostw Świata w Wioślarstwie w koreańskim Chungju, w dniach 25-31 sierpnia 2013 r. W zmaganiach udział wzięło 18 osad. Zwycięzcami zostali reprezentanci Chorwacji.

## Składy osad
| Państwo           | Zawodnicy                                                                     |
| ----------------- | ----------------------------------------------------------------------------- |
| Chorwacja         | David Šain, Martin Sinković, Damir Martin, Valent Sinković                    |
| Czechy            | Petr Ouředníček, Jakub Houška, Martin Basl, Petr Buzrla                       |
| Estonia           | Allar Raja, Sten-Erik Anderson, Kaur Kuslap, Kaspar Taimsoo                   |
| Holandia          | Peter van Schie, Thijs van Luijk, Dirk Uittenbogaard, Meindert Klem           |
| Indie             | Dushiant Dushyant, Singh Mandeep, Sandeep Tanwar, Kumar Deepak                |
| Irak              | Ahmed Zaidan, Mohammed Riyadh Jasim, Anas Yawer, Nameer Kadhim                |
| Kanada            | David Wakulich, Kevin Kowalyk, Michael Braithwaite, Matthew Buie              |
| Korea Południowa  | An Young-cheol, Kim Jong-jin, Ham Jung-wook, Kim Byeong-jin                   |
| Niemcy            | Karl Schulze, Paul Heinrich, Lauritz Schoof, Tim Grohmann                     |
| Nowa Zelandia     | Fergus Fauvel, Nathan Flannery, Nathan Cohen, Hayden Cohen                    |
| Polska            | Konrad Wasielewski, Piotr Licznerski, Dawid Grabowski, Adam Wicenciak         |
| Rosja             | Wiaczesław Michajlewskij, Igor Sałow, Władisław Riabcew, Siergiej Fiodorowcew |
| Słowenia          | Grega Domanjko, Jernej Marković, Matej Rojec, Gašper Fistravec                |
| Stany Zjednoczone | Derek Johnson, Hans Strużyna, Ryan Shelton, Andrew Gallagher                  |
| Szwajcaria        | Augustin Maillefer, Nico Stahlberg, David Aregger, Barnabe Delarze            |
| Ukraina           | Artiom Morozow, Ołeksandr Nadtoka, Dmytro Michaj, Iwan Dowhod´ko              |
| Wielka Brytania   | Graeme Thomas, Sam Townsend, Charles Cousins, Peter Lambert                   |
| Włochy            | Luca Rambaldi, Siimone Venier, Gabriele Cagna, Domenico Montrone              |

## Wyniki

### Legenda
| Q - awans do półfinału/finału A R - awans do repasaży | FB - awans do finału B FC - awans do finału C |

### Eliminacje
Wyścig 1
| Poz. | Osada    | Rezultat | Uwagi |
| ---- | -------- | -------- | ----- |
| 1    | Niemcy   | 5:49,99  | Q     |
| 2    | Ukraina  | 5:52,20  | Q     |
| 3    | Rosja    | 5:56,02  | R     |
| 4    | Kanada   | 5:57,80  | R     |
| 5    | Słowenia | 6:01,28  | R     |
| 6    | Polska   | 6:03,42  | R     |

Wyścig 2
| Poz. | Osada             | Rezultat | Uwagi |
| ---- | ----------------- | -------- | ----- |
| 1    | Chorwacja         | 5:45,69  | Q     |
| 3    | Szwajcaria        | 5:51,85  | Q     |
| 2    | Czechy            | 5:57,66  | R     |
| 4    | Stany Zjednoczone | 5:58,31  | R     |
| 5    | Indie             | 6:16,21  | R     |
| 6    | Irak              | 6:24,33  | R     |

Wyścig 3
| Poz. | Osada            | Rezultat | Uwagi |
| ---- | ---------------- | -------- | ----- |
| 1    | Wielka Brytania  | 5:48,03  | Q     |
| 3    | Estonia          | 5:50,60  | Q     |
| 2    | Holandia         | 5:53,37  | R     |
| 4    | Włochy           | 5:54,07  | R     |
| 5    | Nowa Zelandia    | 6:01,65  | R     |
| 6    | Korea Południowa | 6:12,53  | R     |

### Repasaże
Wyścig 1
| Poz. | Osada             | Rezultat | Uwagi |
| ---- | ----------------- | -------- | ----- |
| 1    | Słowenia          | 5:51,89  | Q     |
| 2    | Holandia          | 5:52,27  | Q     |
| 3    | Kanada            | 5:52,35  | Q     |
| 4    | Stany Zjednoczone | 5:55,53  | FC    |
| 5    | Nowa Zelandia     | 5:59,07  | FC    |
| 6    | Irak              | 6:19,91  | FC    |

Wyścig 2
| Poz. | Osada            | Rezultat | Uwagi |
| ---- | ---------------- | -------- | ----- |
| 1    | Włochy           | 5:49,13  | Q     |
| 2    | Rosja            | 5:50,32  | Q     |
| 3    | Czechy           | 5:53,50  | Q     |
| 4    | Polska           | 5:59,24  | FC    |
| 5    | Korea Południowa | 6:08,89  | FC    |
| 6    | Indie            | 6:10,46  | FC    |

### Półfinały
Wyścig 1
| Poz. | Osada           | Rezultat | Uwagi |
| ---- | --------------- | -------- | ----- |
| 1    | Niemcy          | 5:41,13  | Q     |
| 2    | Wielka Brytania | 5:42,15  | Q     |
| 3    | Szwajcaria      | 5:42,99  | Q     |
| 4    | Holandia        | 5:46,85  | FB    |
| 5    | Włochy          | 5:47,12  | FB    |
| 6    | Czechy          | 5:51,06  | FB    |

Wyścig 2
| Poz. | Osada     | Rezultat | Uwagi |
| ---- | --------- | -------- | ----- |
| 1    | Chorwacja | 5:41,56  | Q     |
| 2    | Estonia   | 5:43,56  | Q     |
| 3    | Ukraina   | 5:43,79  | Q     |
| 4    | Rosja     | 5:49,59  | FB    |
| 5    | Słowenia  | 5:50,42  | FB    |
| 6    | Kanada    | 6:51,42  | FB    |

### Finały
Finał C
| Poz. | Osada             | Rezultat | Uwagi |
| ---- | ----------------- | -------- | ----- |
| 1    | Stany Zjednoczone | 6:06,96  |       |
| 2    | Nowa Zelandia     | 6:11,54  |       |
| 3    | Polska            | 6:11,77  |       |
| 4    | Korea Południowa  | 6:23,90  |       |
| 5    | Irak              | 6:28,12  |       |
| 6    | Indie             | 6:28,15  |       |

Finał B
| Poz. | Osada    | Rezultat | Uwagi |
| ---- | -------- | -------- | ----- |
| 1    | Włochy   | 6:08,49  |       |
| 2    | Holandia | 6:11,61  |       |
| 3    | Słowenia | 6:12,40  |       |
| 4    | Rosja    | 6:13,71  |       |
| 5    | Czechy   | 6:14,93  |       |
| 6    | Kanada   | 6:22,67  |       |

Finał A
| Poz. | Osada           | Rezultat | Uwagi |
| ---- | --------------- | -------- | ----- |
| 1    | Chorwacja       | 5:53,57  |       |
| 2    | Niemcy          | 5:54,39  |       |
| 3    | Wielka Brytania | 5:54,78  |       |
| 4    | Ukraina         | 5:55,43  |       |
| 5    | Estonia         | 6:01,37  |       |
| 6    | Szwajcaria      | 6:01,86  |       |